# 贾加德里
贾加德里（Jagadhri），是印度哈里亚纳邦Yamunanagar县的一个城镇。总人口101300（2001年）。

## 人口
该地2001年总人口101300人，其中男性55910人，女性45390人；0—6岁人口12257人，其中男6801人，女5456人；识字率70.93%，其中男性为73.49%，女性为67.77%。